# المنطقة الجنوبية الشرقية (البرازيل)
المنطقة الجنوبية الشرقية هي إحدى الأقاليم الخمسة في البرازيل. يبلغ عدد سكانها 80353724 نسمة وذلك حسب إحصائيات سنة 2010. تبلغ مساحتها 924511.3 كم². تحتوي على أربعة ولايات.